# Hanky Panky (Tommy-James-&-the-Shondells-Lied)
Hanky Panky ist ein Song, der 1966 von der Rock-Band Tommy James & the Shondells bekanntgemacht wurde.

## Entstehung
Der Song wurde im November 1963 von Jeff Barry und dessen Frau Ellie Greenwich geschrieben. Unter dem Pseudonym „The Raindrops“ sangen sie einige ihre ersten gemeinsamen Kompositionen selbst. Als dritte Single sollte im November 1963 ihre Komposition That Boy John veröffentlicht werden, doch fehlte hierfür noch eine B-Seite. Hastig wurde in nur 20 Minuten Hanky Panky verfasst. Das Stück handelte vordergründig betrachtet von einem aufreizend vorgeführten Tanz namens „Hanky Panky“, jedoch bedeutet diese Phrase im Englischen sowohl „Doppelzüngigkeit“ als auch eine sexuelle Anspielung. Die beiden Titel erschienen auf Jubilee #5466, wobei die A-Seite lediglich Platz 64 in den US-Pop-Charts erreichte.
Im Dezember 1963 wurde der Song von den „Summits“ aufgegriffen (Harmon #1017/Rust #5072), die hiermit jedoch nicht in die Charts gelangten. Auch die Veröffentlichung von einer weiteren Girl-Group, den „Parlettes“, war nicht erfolgreich. Damit schien das Schicksal des Stücks besiegelt zu sein. Einige Quellen gehen davon aus, dass die Summits den Song vor den Raindrops veröffentlicht haben; die Autoren des Songs bestätigen jedoch, dass die Raindrops die Original-Fassung herausbrachten. Unter strengen chronologischen Gesichtspunkten einer Coverversion gelten die Raindrops als Originalinterpreten, weil sie die erste Studioaufnahme des Stücks ablieferten.

Raindrops – Hanky Panky
Summits – Hanky Panky
Shondells – Hanky Panky (Erstveröffentlichung)
Tommy James & The Shondells – Hanky Panky

## Hitversion von Tommy James & the Shondells
Tommy James von The Shondells hörte 1963 in South Bend (Indiana) bei einem Auftritt in einem Club die örtlichen Spinners (nicht identisch mit The Spinners), als sie Hanky Panky spielten und die Zuhörer damit begeisterten. The Shondells bekamen die Gelegenheit, im Februar 1964 in den Radiostudios von WNIL in Niles/Michigan eine Platte aufzunehmen. Sie begannen mit Thunderbolt und entschieden sich dann für Hanky Panky. Produzent war der Disc-Jockey Jack Douglas Deafenbough, der als „DJ Jack Douglas“ bei der Radiostation arbeitete. Nach intensivem Airplay bei WNIL kam es im Februar 1964 beim lokalen Plattenlabel Snap Records (#102) zur Veröffentlichung der Single Hanky Panky / Thunderbolt. Auch diese Version stieß jedoch wiederum auf kein öffentliches Interesse.
Erneut schien das Stück in Vergessenheit zu geraten, bis im April 1965 der Tanz-Promoter Bob Mack in Pittsburgh darauf stieß und die Single auf Tanzveranstaltungen spielte. Daraufhin wurde die Platte auf dem Plattenlabel Red Fox als Bootleg 80.000 Mal in Philadelphia verkauft und gelangte so auf Platz eins der örtlichen Hitparade. Tommy James gab dort mehrere Radiointerviews, die die Single noch bekannter machten. Als James gebeten wurde, das Stück in Pittsburgh aufzuführen, gab es die Shondells nicht mehr. Er heuerte die Band Raconteurs aus Pittsburgh an (Joe Kessler/Gitarre, Mike Vale/Bass, Ron Rosman/Keyboards, George Magura/Saxophon und Vinnie Pietropaoli/Schlagzeug).
Bob Mack reiste im Mai 1966 mit der Band nach New York, wo er fünf große Plattenfirmen aufsuchte, die alle zusagten. Die sechste war Roulette Records, wo Labelinhaber Morris Levy den anderen Labels klarmachte, dass es seine Platte sei und sie aufgeben sollten. Noch im Mai 1966 erhielt die Gruppe einen Plattenvertrag, im selben Monat erschien die – nicht mehr neu aufgenommene – Single Hanky Panky / Thunderbolt (Roulette R4686). Am 16. Juli 1966 wurde die Single zum Nummer-eins-Hit in den Popcharts. Während der Song in England bis Platz 38 vordrang, kam er in Deutschland bis auf Platz 3 der Charts. Hanky Panky wurde über eine Million Mal verkauft.
Produzent Henry Glover bestellte die eilig neu zusammengestellte Band in die New Yorker Bell Sound Recording Studios, wo noch im Juni 1966 Aufnahmen zur gleichnamigen LP stattfanden, die im Juli 1966 veröffentlicht wurde.

## Statistik
Der Song erhielt einen BMI-Award. Insgesamt erschienen mindestens 18 Coverversionen von Hanky Panky. Als erster griff Neil Diamond (Oktober 1966) Hanky Panky auf. Madonna veröffentlichte im Juni 1990 zwar auch einen namensgleichen Titel, doch hat dieser nichts mit der Barry/Greenwich-Komposition zu tun.